# Sturgeon Lake 154
Sturgeon Lake 154 är ett reservat i Kanada.   Det ligger i provinsen Alberta, i den centrala delen av landet, 3 100 km väster om huvudstaden Ottawa.
I omgivningarna runt Sturgeon Lake 154 växer i huvudsak blandskog. Runt Sturgeon Lake 154 är det glesbefolkat, med 10 invånare per kvadratkilometer.